# Фраппе (кофе)

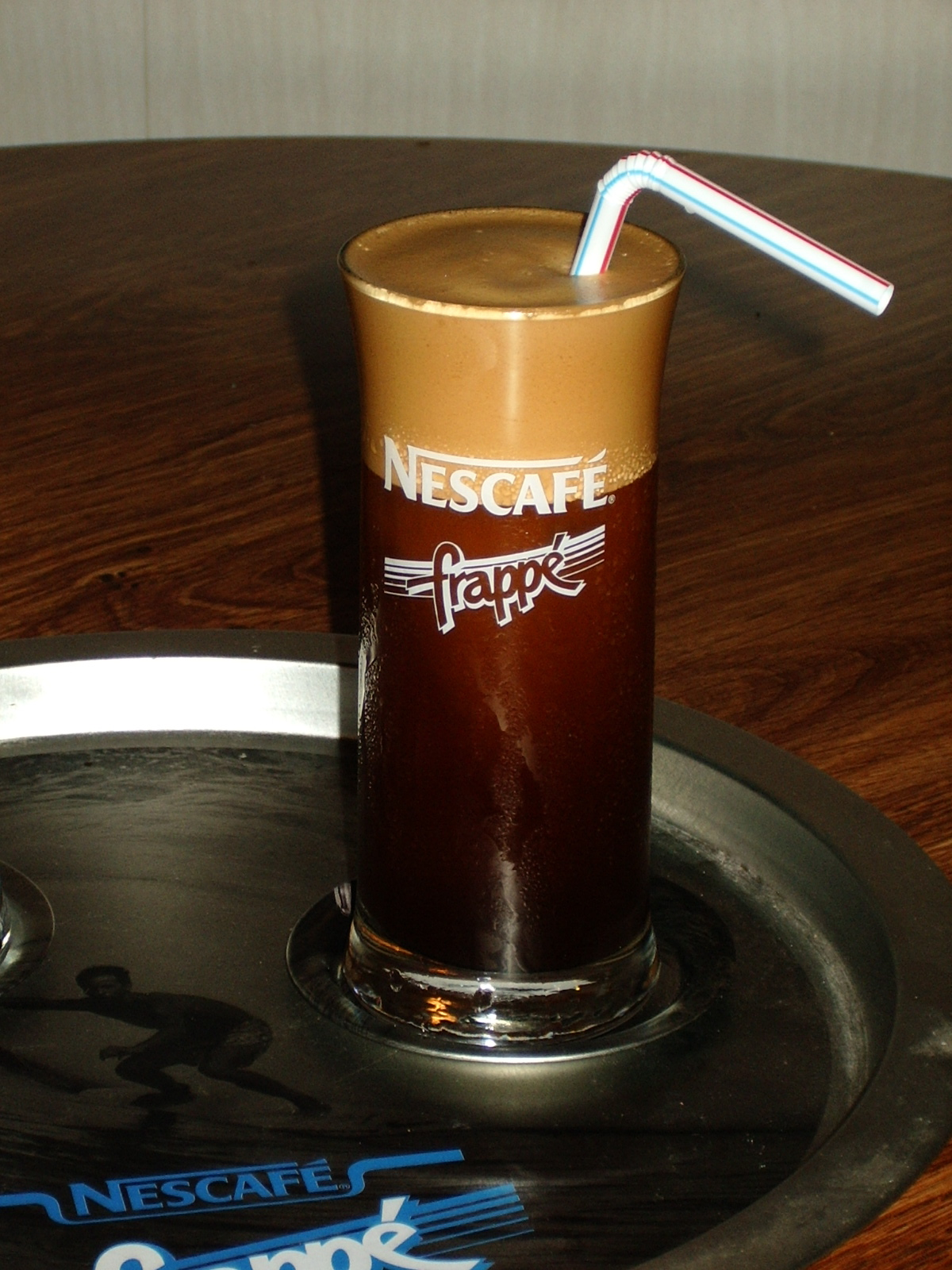
Кофе фраппе

Кофе фраппе́ (фр. frappé — взбитый) — покрытый молочной пеной холодный кофейный напиток греческого происхождения.
Напиток наиболее известен под французским названием frappé (с фр. — «охлаждённый в колотом льду», от фр. frapper — бить, колоть) и связан с разновидностью итальянского напитка под названием гранита.

## История напитка
В 1957 году на Международной торговой ярмарке в Салониках представитель компании Nestlé Яннис Дритсас представил новый шоколадный напиток быстрого приготовления для детей, который достаточно было смешать в шейкере с молоком. Подчиненный Дритсаса, Димитриос Вакондиос, ища способ во время перерыва приготовить растворимый кофе, который он обычно пил, но не найдя нигде горячей воды, решил, также с помощью шейкера, приготовить его, смешав с холодной водой. Смешав таким способом кофе, сахар и воду, он получил первый в истории кофе фраппе.

## Приготовление
Кофе фраппе готовится с помощью шейкера или миксера на основе одной или двух порций кофе, сахара и небольшого количества воды, которые взбиваются до образования пены. Напиток подается в стеклянном стакане с добавлением холодной воды, льда и молока.
В различных вариациях, фраппе может готовиться с добавлением различных ликёров, шоколада и мороженого.